# Black Kids
Die Black Kids sind eine US-amerikanische Popband aus Jacksonville, Florida.

## Geschichte
Die fünf Bandmitglieder lernten sich auf der Sonntagsschule kennen und beschlossen 2006, eine Band zu gründen. Beim Popfest in Athens machten sie erstmals auf sich aufmerksam und ihr Name machte in den Internetblogs die Runde. Die vier Lieder, die sie auf ihrer MySpace-Seite veröffentlicht hatten, erfreuten sich großer Popularität und waren auch der Grundstock ihrer Auftritte. Insbesondere beim New Yorker CMJ Music Marathon Festival im Oktober 2007 zogen sie auch die Aufmerksamkeit der Musikpresse auf sich. Danach folgte eine kleine Englandtour.
Obwohl sie bis dahin noch kein Label gefunden hatten, wurden sie sowohl vom Rolling-Stone-Magazin als auch von der BBC zu den potentiellen Aufsteigern des Jahres 2008 (Sound of 2008) gewählt. Kurz darauf erhielten die Black Kids auch Plattenverträge und bereits im April erschien die Debütsingle I'm Not Gonna Teach Your Boyfriend How to Dance with You, die bereits auf ihrer MySpace-Seite zu finden gewesen war, in Großbritannien. Sie erreichten auf Anhieb Platz 11 der Charts. Sie konzentrierten ihren Karrierestart weiterhin vorwiegend auf Großbritannien und neben zahlreichen Auftritten nahmen sie dort auch ihr Debütalbum Partie Traumatic auf. Es erschien im Juli 2008 und stieg auf Platz 5 der britischen Charts ein.
Nach fast neun Jahren Funkstille haben Black Kids am 18. Februar 2017 mit "ROOKIE" auf Bandcamp ein Nachfolge-Album veröffentlicht.

## Bandmitglieder
- Reggie Youngblood – Gesang, Gitarre
- Ali Youngblood – Keyboard, Gesang
- Owen Holmes – Bass
- Kevin Snow – Schlagzeug
- Dawn Watley – Keyboard

## Diskografie
Alben
- 2008: Partie Traumatic
- 2017: Rookie

EPs
- 2007: Wizard of Ahhhs
- 2009: Cemetery Lips

Singles
- 2008: I’m Not Gonna Teach Your Boyfriend How to Dance with You
- 2008: Hurricane Jane
- 2008: Look at Me (When I Rock Wichoo)